# فرودگاه صحرایی ارتشی برونینگ
فرودگاه صحرایی ارتشی برونینگ (به انگلیسی: Bruning Army Airfield) یک فرودگاه نظامی است که یک باند فرود بتن دارد و طول باند آن ۲۰۷۲ متر است. این فرودگاه در کشور ایالات متحده آمریکا قرار دارد .